# Добра (гміна, Лімановський повіт)
Гміна Добра (пол. Gmina Dobra) — сільська гміна у південній Польщі. Належить до Лімановського повіту Малопольського воєводства.
Станом на 31 грудня 2011 у гміні проживало 9727 осіб.

## Площа
Згідно з даними за 2007 рік площа гміни становила 109.05 км², у тому числі:
- орні землі: 46.00%
- ліси: 47.00%

Таким чином, площа гміни становить 11.46% площі повіту.

## Населення
Станом на 31 грудня 2011:
| Опис     | Загалом | Загалом | Чоловіки | Чоловіки | Жінки | Жінки |
| -------- | ------- | ------- | -------- | -------- | ----- | ----- |
| одиниця  | осіб    | %       | осіб     | %        | осіб  | %     |
| все      | 9727    | 100     | 4900     | 50.38    | 4827  | 49.62 |
| міське   | 0       | 100     | 0        |          | 0     |       |
| сільське | 9727    | 100     | 4900     | 50.38    | 4827  | 49.62 |

## Сусідні гміни
Гміна Добра межує з такими гмінами: Вісньова, Йодловник, Камениця, Мшана-Дольна, Слопніце, Тимбарк.